# Adam Dąmbski
Adam Dąmbski herbu Godziemba (zm. 1660) – kasztelan słoński w latach 1640–1651, stolnik brzeskokujawski w latach 1617–1640.
Był elektorem Władysława IV Wazy z województwa brzeskokujawskiego w 1632 roku.

## Rodzina
Syn Andrzeja (zm. 1617), kasztelana konarskiego kujawskiego i Katarzyny Grabskiej. Brat Piotra (1600-1643) i Jana Szymona (zm. 1660), kasztelana brzeskokujawskiego.
Dwukrotnie żonaty. Pierwszą żoną została Dorota Smuszewska herbu Lubicz. Druga żona Elżbieta Jemielska, córka Stanisława, kasztelana kowalskiego została matką Zygmunta (zm. 1706), wojewody brzeskokujawskiego, Ludwika (zm. 1678), kasztelana konarskiego i Stanisława Kazimierza (zm. 1700), biskupa krakowskiego, kujawskiego, płockiego, łuckiego i chełmskiego. Pozostałe dzieci: Bogumiła, Andrzej, polski jezuita i Aleksander, polski generał walczący w Szwecji.

## Dobra majątkowe
Posiadał dobra majątkowe: Rzęsin, Rzęsinko, Kościuszki, Jurkowa Wola, Koziejaty, Mięsogar, Jądrowice, Smuszewo.